# Mitsuki Ono
Mitsuki Ono (jap. 小野 光希 Ono Mitsuki; ur. 5 marca 2004) – japońska snowboardzistka, specjalizująca się w konkurencji halfpipe, dwukrotna mistrzyni świata juniorów.

## Kariera
Po raz pierwszy na arenie międzynarodowej pojawiła się 25 lutego 2018 roku w Gujō, gdzie w zawodach krajowych zajęła szóste miejsce w halfpipe'ie. W 2018 roku wystąpiła na mistrzostwach świata juniorów w Cardronie, zdobywając złoty medal w tej konkurencji. Wynik ten powtórzyła na rozgrywanych rok później mistrzostwach świata juniorów w Leysin i podczas igrzysk olimpijskich młodzieży w Lozannie w 2020 roku. W zawodach Pucharu Świata zadebiutowała 14 grudnia 2019 roku w Copper Mountain, zajmując ósme miejsce. Tym samym już w debiucie zdobyła pierwsze pucharowe punkty. Na podium zawodów tego cyklu pierwszy raz stanęła 15 lutego 2020 roku w Calgary, kończąc rywalizację na drugiej pozycji. Rozdzieliła tam dwie Chinki: Cai Xuetong i Liu Jiayu. W klasyfikacji końcowej halfpipe'a w sezonie 2020/2021 zajęła drugie miejsce.
W 2021 roku wzięła udział w mistrzostwach świata w Aspen, gdzie zajęła szóstą pozycję.

## Osiągnięcia

### Mistrzostwa świata
| Miejsce | Dzień    | Rok  | Miejscowość | Konkurencja | Zwyciężczyni |
| ------- | -------- | ---- | ----------- | ----------- | ------------ |
| 6.      | 12 marca | 2021 | Aspen       | Halfpipe    | Eileen Gu    |

### Puchar Świata

#### Miejsca w klasyfikacji generalnej AFU
- sezon 2019/2020: 15.
- sezon 2020/2021: 8.
- sezon 2021/2022: 13.

#### Miejsca na podium w zawodach
1. Calgary – 15 lutego 2020 (halfpipe) – 2. miejsce
2. Laax – 23 stycznia 2021 (halfpipe) – 2. miejsce
3. Laax – 15 stycznia 2022 (halfpipe) – 2. miejsce